# Jivarus pubescens
Jivarus pubescens är en insektsart som beskrevs av Ronderos 1979. Jivarus pubescens ingår i släktet Jivarus och familjen gräshoppor. Inga underarter finns listade i Catalogue of Life.